# Arkona (gra fabularna)
Arkona – książkowa gra fabularna wydana w 2003 roku przez wydawnictwo S. Print.
Fabuła gry zakłada że w 966 roku Mieszko odrzucił przyjęcie chrztu, ponoć z woli samego Peruna. Europa podzielona została na dwa obozy: chrześcijan i pogan.
Gracze wybierają Słowian (pogan) bądź chrześcijan (Niemców, Czechów, Duńczyków itp.). Od wyboru religii zależy między innymi wybór profesji postaci. Do wyboru jest 5 ras: ludzie(chrześcijanie mogą być tylko ludźmi), wiły, dziwożony, krzaty i stolemy - potomkowie samego Peruna.
Chrześcijanie nie mogą korzystać z magii, ale mogą posługiwać się rozmaitymi dziedzinami wiedzy, na przykład chirurgią.
Słowianie mają 6 głównych bóstw. Mogą korzystać z magii, przechodzić do świata zamieszkanego przez demony (Niwii).